# Ciwiru
Ciwiru is een bestuurslaag in het regentschap Kuningan van de provincie West-Java, Indonesië. Ciwiru telt 2054 inwoners (volkstelling 2010).